# Anarcocapitalisme

Bandera de l'anarcocapitalisme

L'anarcocapitalisme és una ideologia política liberal anarquista. Per a l'anarcocapitalisme l'estat és una amenaça permanent per a la llibertat de l'individu i, per tant, és aquest qui ha de defensar la seva propietat i integritat. Creuen profundament en què la seva ideologia respon a l'ordre natural del món, i que totes les formes de govern són un artifici per justificar la tirania.

## Orígens

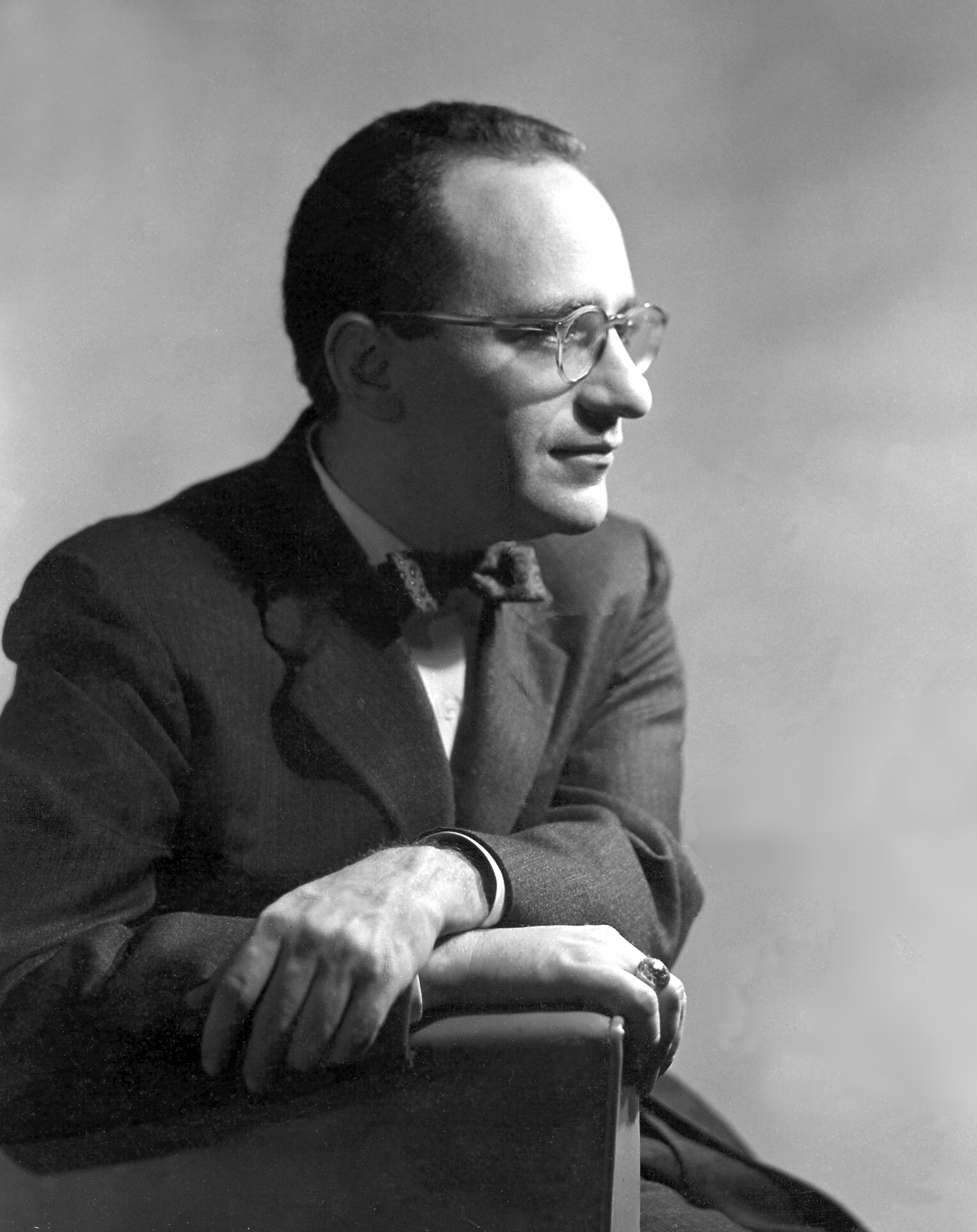
Murray Rothbard.

L'anarcocapitalisme neix de la concepció paretiana de la satisfacció, segons la qual no existeix un criteri objectiu que permeti qualificar de superior la completa igualtat respecte a la més radical de les desigualtats, sempre que aquestes es trobin dins l'eficiència de Pareto. Això implica una forta vinculació a l'Escola Austríaca de pensament econòmic, de la qual provenen els seus teòrics principals. A part d'aquest vincle directe, existeixen grans influències del liberalisme clàssic i de l'anarquisme individualista americà del segle xix.
La teoria fou elaborada per primera vegada a mitjans del segle xx per Murray Rothbard, d'origen nord-americà. Més endavant, les tesis anarcocapitalistes varen ser popularitzades per David Friedman, fill de l'economista Milton Friedman, amb el llibre La Maquinària de la Llibertat (1971), per Hans-Hermann Hoppe, Walter Block o l'economista espanyol Jesús Huerta de Soto.

## Cos ideològic
La societat de l'ideal anarcocapitalista és denominada per aquests societat contractual, ja que consideren que totes les relacions socials es realitzarien per contracte, és a dir, per l'acord voluntari entre dos o més individus. Per voluntarietat s'entén la no utilització de la violència com a element coactiu, i enfront de les tesis que sostenen que tota propietat privada implica violència (per privar als altres del seu ús), sostenen la teoria de l'apropiació originària.
La tesi de l'apropiació originària sosté que "tothom és propietari legítim del seu propi cos, així com de tots els indrets i béns de la natura que ocupi i utilitzi" amb la condició que "ningú abans que ell hagi ocupat o utilitzat aquests indrets o béns" (Hans-Hermann Hoppe, Ètica Rothbardiana, 2002). Segons els anarcocapitalistes, aquesta (i només aquesta) apropiació seria possible sense l'ús de la violència.
El rebuig de l'ús inicial de la força queda per tant manifest, però no s'exclou la possibilitat del seu ús en defensa de la integritat o la propietat pròpies. Per a tal finalitat, l'individu pot arribar a acords amb altres individus, o empreses, per tal de garantir la seva autodefensa. D'aquesta manera, també la seguretat i la violència queden sotmesos a la llei del mercat.
Molts anarcocapitalistes veuen en aquesta proposta, formulada per primera vegada per Gustave de Molinari, com al trencament del monopoli l'estat en matèria de seguretat ciutadana i defensa i, per tant, l'inici de l'anarcocapitalisme.